# بيتر كريسويل
بيتر كريسويل، (Peter Cresswell). زمالة الجمعية الملكية، هو اختصاصي المناعة البريطانية، وأوجين هيغنز أستاذ علم المناعة الخلوية وأستاذ علم الأحياء الخلوي وأمراض الجلد، في كلية ييل للطب. يركز مختبره الأساسي على الآليات الجزيئية لمعالجة المستضدات خاصة وظائف الجزيئات المعقدة الرئيسية للتوافق النسيجي (MHC) وجزيئات CD1. هو الأكثر شهرة لاكتشاف وتحديد جزيئات MHC من الدرجة الثانية و viperin.